# Evert Vermeer (burgemeester)
Evert Vermeer (1943) is een Nederlands politicus van de PvdA.
Van 1986 tot 1994 was hij lid van Gedeputeerde Staten in Flevoland en daarna werd hij burgemeester van Heerhugowaard, wat hij zou blijven tot hij in oktober 2004 vervroegd met pensioen ging. Op 1 februari 2011 werd hij waarnemend burgemeester van Harenkarspel. Omdat al besloten was dat Harenkarspel op 1 januari 2013 te maken ging krijgen met een gemeentelijke herindeling waarbij ook Schagen en Zijpe betrokken waren werd daarom gekozen voor een waarnemend burgemeester als opvolger van de intussen gepensioneerde burgemeester Enno Brommet.
Anne Vermeer (1916-2018), de vader van Evert Vermeer, was in de jaren 1956-1963 lid van de Tweede Kamer voor de PvdA. Anne was een broer van wijlen Evert Vermeer, die van 1946 tot zijn overlijden in 1960 eveneens namens de PvdA in de Tweede Kamer zat. Beide broers zijn ook partijvoorzitter geweest.